# Martin Bärenz
Martin Bärenz (* 1956 in Fürth (Odenwald)) ist ein deutscher Cellist, Kontrabassist, Komponist und Arrangeur. Er lebt in Heidelberg.

## Leben
Bärenz studierte an der Staatlichen Hochschule für Musik in Mannheim bei von Bülow und Daniel Grosgurin. Seit 1975 lebt Bärenz als Cellist, Kontrabassist und Komponist in Heidelberg. Seit 1980 spielt er zusammen mit dem Trompeter Edward Tarr und dem Liedermacher Christof Stählin im Trio, zusammen mit dem Geiger Joachim Romeis und dem Pianisten Martin Münch spielt er seit 1986 Kammermusik im Trio con Brio.

## Werke
Bärenz' kompositorisches Schaffen umfasst Kammermusik, Lieder, und Orchesterwerke und anderes. Angeregt durch seine pädagogische Arbeit an den Musikschulen Mannheim und Heidelberg und der Pädagogischen Hochschule entstanden auch zahlreiche Stücke für Kinder- und Jugendorchester, etwa die szenische Pantomime „Pablo träumt“. Für das Kinder- und Jugendtheater Heidelberg schrieb Bärenz mehrere Schauspielmusiken. Sein Flötenoktett erschien 2002 bei Zimmermann. Das Trompetenkonzert wurde 2006 durch Edward Tarr uraufgeführt, dem es auch gewidmet ist. Weitere Uraufführungen 2009: 1. Blechbläserquintett, Liederzyklus nach Texten von Erich Fried und 2010: 2. Blechbläserquintett.
Weitere Werke in Auszügen: „Hoheslied“ für gemischten Chor, Altsolo und Sinfonieorchester; Sonatine für Heckelphon und Klavier; Intermezzo für Tuba und Klavier; 3. Bläserquintett; Duos für 2 Flöten (Pan-Verlag); Gitarrenduos (Verlag für Neue Musik); „Strings today“ für junges Streichorchester (Breitkopf & Härtel) u. v. m.

### Familienkonzerte
Seit 2007 komponiert Bärenz regelmäßig Familienkonzerte, die als Melodrame für Kinder anzusiedeln sind. Dabei werden typische Kindermärchenthemen musikalisch ummalt. 2007 vertonte er den Struwwelpeter, 2008 Max und Moritz und 2009 Pinocchio (Sikorski), das vom Entertainer Herbert Feuerstein (Sprecher) und der Deutschen Staatsphilharmonie Rheinland-Pfalz uraufgeführt wurden. Von Herbert Feuerstein stammt auch der Text zu „Pinocchio“. 2010 und 2011 folgten Alice im Wunderland und Peter Pan (Breitkopf & Härtel), jeweils mit Malte Arkona als Sprecher. 
In kleinerer Besetzung mit Klaviertrio folgten 2021 "Der kleine Prinz" nach dem Buch von Antoine de Saint-Exupery und 2024 "Der Clown sagte Nein" nach dem gleichnamigen Bilderbuch von Mischa Damjan in einer Sextett-Besetzung mit Zirkuskapelle.